# Nastro d'argento alla migliore attrice protagonista

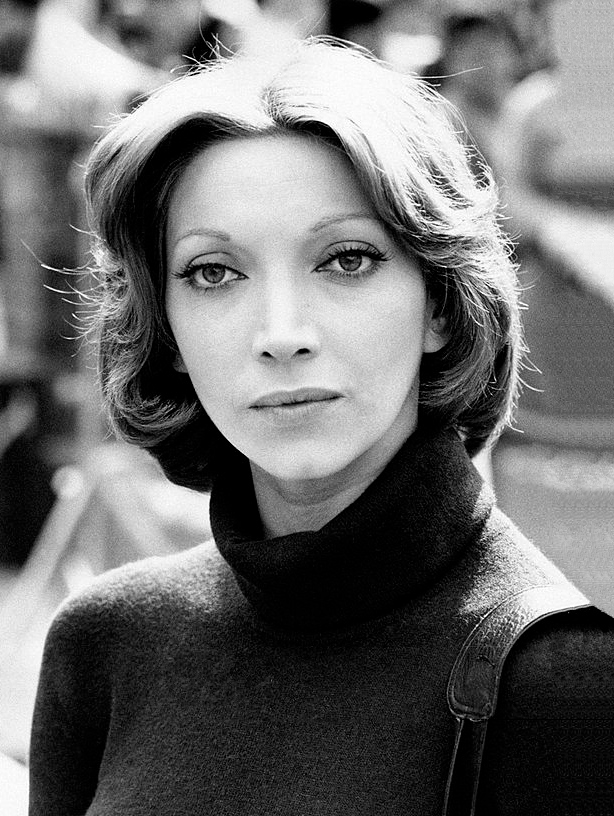
Mariangela Melato

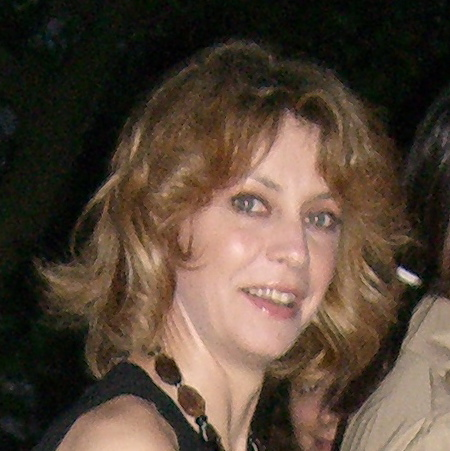
Margherita Buy

Il Nastro d'argento alla migliore attrice protagonista è un riconoscimento cinematografico italiano assegnato annualmente dal Sindacato Nazionale Giornalisti Cinematografici Italiani a partire dal 1946.
Le attrici che hanno ricevuto questo premio il maggior numero di volte sono Margherita Buy e Mariangela Melato, con 5 vittorie.

## Albo d'oro
Le vincitrici sono indicate in grassetto, a seguire le altre candidate.

### Anni 1946-1949
- 1946: Clara Calamai - L'adultera
- 1947: Alida Valli - Eugenia Grandet
- 1948: Anna Magnani - L'onorevole Angelina
- 1949: Anna Magnani - L'amore

### Anni 1950-1959
- 1950: non assegnato
- 1951: Anna Maria Pierangeli - Domani è troppo tardi
- 1952: Anna Magnani - Bellissima
- 1953: Ingrid Bergman - Europa '51
- 1954: Gina Lollobrigida - Pane, amore e fantasia
- 1955: Silvana Mangano - L'oro di Napoli
- 1956: non assegnato
- 1957: Anna Magnani - Suor Letizia - Il più grande amore
  - Gabriella Pallotta - Il tetto
- 1958: Giulietta Masina - Le notti di Cabiria
  - Silvana Mangano - Uomini e lupi
  - Silvana Mangano - La diga sul Pacifico
- 1959: non assegnato
  - Carla Gravina - Amore e chiacchiere
  - Giulietta Masina - Fortunella

### Anni 1960-1969
- 1960: Eleonora Rossi Drago - Estate violenta
  - Anna Magnani - Nella città l'inferno
  - Carla Gravina - Esterina
- 1961: Sophia Loren - La ciociara
  - Anna Maria Ferrero - Il gobbo
  - Monica Vitti - L'avventura
- 1962: non assegnato
  - Lea Massari - Una vita difficile
  - Loredana Detto - Il posto
- 1963: Gina Lollobrigida - Venere imperiale
  - Franca Valeri - Parigi o cara
  - Monica Vitti - L'eclisse
- 1964: Silvana Mangano - Il processo di Verona
  - Sophia Loren - Ieri, oggi, domani
- 1965: Claudia Cardinale - La ragazza di Bube
  - Adriana Asti - Prima della rivoluzione
  - Sophia Loren - Matrimonio all'italiana
  - Sandra Milo - La visita
- 1966: Giovanna Ralli - La fuga
  - Giulietta Masina - Giulietta degli spiriti
  - Rosanna Schiaffino - La Mandragola
- 1967: Lisa Gastoni - Svegliati e uccidi
  - Rosanna Schiaffino - La strega in amore
- 1968:  non assegnato
  - Sophia Loren - C'era una volta
  - Monica Vitti - Ti ho sposato per allegria
- 1969: Monica Vitti - La ragazza con la pistola
  - Virna Lisi - Tenderly
  - Isabella Rei - La bambolona

### Anni 1970-1979
- 1970: Paola Pitagora - Senza sapere niente di lei
  - Anna Maria Guarnieri - Come l'amore
- 1971: Ottavia Piccolo - Metello
  - Monica Vitti - Ninì Tirabusciò, la donna che inventò la mossa
  - Monica Vitti - Dramma della gelosia (tutti i particolari in cronaca)
- 1972: Mariangela Melato - La classe operaia va in paradiso
  - Giovanna Ralli - Una prostituta al servizio del pubblico e in regola con le leggi dello stato
  - Rosanna Schiaffino - La Betìa ovvero in amore, per ogni gaudenza, ci vuole sofferenza
- 1973: Mariangela Melato - Mimì metallurgico ferito nell'onore
- 1974: Laura Antonelli - Malizia
  - Monica Vitti - Teresa la ladra
- 1975: Lisa Gastoni - Amore amaro
  - Silvana Mangano - Gruppo di famiglia in un interno
  - Lea Massari - Allonsanfàn
- 1976: Monica Vitti - L'anatra all'arancia
  - Agostina Belli - Telefoni bianchi
  - Lisa Gastoni - Scandalo
  - Giovanna Ralli - Colpita da improvviso benessere
- 1977: Mariangela Melato - Caro Michele
  - Ornella Muti - L'ultima donna
  - Monica Vitti - L'altra metà del cielo
- 1978: Sophia Loren - Una giornata particolare
- 1979: Mariangela Melato - Dimenticare Venezia

### Anni 1980-1989
- 1980: Ida Di Benedetto - Immacolata e Concetta - L'altra gelosia
- 1981: Mariangela Melato - Aiutami a sognare
- 1982: Eleonora Giorgi - Borotalco
- 1983: Giuliana De Sio - Io, Chiara e lo Scuro
  - Mariangela Melato - Il buon soldato
  - Giuliana De Sio - Sciopèn
- 1984: Lina Sastri - Mi manda Picone
  - Barbara De Rossi - Son contento
  - Giuliana De Sio - Cento giorni a Palermo
  - Monica Vitti - Flirt
- 1985: Claudia Cardinale - Claretta
- 1986: Giulietta Masina - Ginger e Fred
  - Ida Di Benedetto - La ballata di Eva
  - Valeria Golino - Piccoli fuochi
  - Marisa Laurito - Il tenente dei carabinieri
- 1987: Valeria Golino - Storia d'amore
  - Stefania Sandrelli - La famiglia
  - Ida Di Benedetto - Regina
- 1988: Ornella Muti - Io e mia sorella
  - Stefania Sandrelli - Secondo Ponzio Pilato
  - Valeria Golino - Paura e amore
- 1989: Ornella Muti - Codice privato
  - Piera Degli Esposti - L'appassionata
  - Giuliana De Sio - Se lo scopre Gargiulo

### Anni 1990-1999
- 1990: Virna Lisi - Buon Natale... buon anno
  - Giusi Cataldo - Corsa di primavera
  - Amanda Sandrelli - Amori in corso
  - Isabella Ferrari - Willy Signori e vengo da lontano
  - Ornella Muti - Le ragioni del cuore
- 1991: Margherita Buy - La stazione
  - Carla Benedetti - Matilda
  - Pamela Villoresi - Pummarò
  - Stefania Sandrelli - Evelina e i suoi figli
  - Elena Sofia Ricci - Ne parliamo lunedì
- 1992: Francesca Neri - Pensavo fosse amore... invece era un calesse
  - Ida Di Benedetto - Ferdinando, uomo d'amore
  - Angela Finocchiaro - Volere volare
  - Claudia Cardinale - Atto di dolore
  - Giuliana De Sio - Cattiva
- 1993: Antonella Ponziani - Verso sud
  - Anna Bonaiuto - Fratelli e sorelle
  - Asia Argento - Le amiche del cuore
  - Stefania Sandrelli - Prosciutto prosciutto
  - Francesca Neri - Al lupo al lupo
- 1994: Chiara Caselli - Dove siete? Io sono qui
  - Galatea Ranzi - Fiorile
  - Nancy Brilli - Tutti gli uomini di Sara
  - Iaia Forte - Libera
  - Alessia Fugardi - Il grande cocomero
- 1995: Sabrina Ferilli - La bella vita
  - Asia Argento - Perdiamoci di vista
  - Anna Galiena - Senza pelle
  - Sabina Guzzanti - Troppo sole
  - Eva Robin's - Belle al bar
- 1996: Anna Bonaiuto - L'amore molesto
  - Angela Finocchiaro - Bidoni
  - Anna Galiena - La scuola
  - Valeria Bruni Tedeschi - La seconda volta
  - Francesca Neri - Ivo il tardivo
- 1997: Iaia Forte - Luna e l'altra ex aequo Virna Lisi - Va' dove ti porta il cuore
  - Valeria Bruni Tedeschi - Le persone normali non hanno niente di eccezionale (Les gens normaux n'ont rien d'exceptionnel)
  - Asia Argento - Compagna di viaggio
  - Sabrina Ferilli - Ferie d'agosto
- 1998: Francesca Neri - Carne trémula[1]
  - Antonella Ponziani - La medaglia
  - Silvia Cohen - Consigli per gli acquisti
  - Giovanna Mezzogiorno - Il viaggio della sposa
  - Clelia Rondinella - I vesuviani
- 1999: Giovanna Mezzogiorno - Del perduto amore
  - Stefania Rocca - Viol@
  - Valeria Bruni Tedeschi - La parola amore esiste
  - Valeria Golino - L'albero delle pere
  - Francesca Neri - Matrimoni

### Anni 2000-2009
- 2000: Licia Maglietta - Pane e tulipani
  - Margherita Buy - Fuori dal mondo
  - Valentina Cervi - La via degli angeli
  - Francesca Neri - Il dolce rumore della vita
  - Teresa Saponangelo - In principio erano le mutande
- 2001: Margherita Buy - Le fate ignoranti
  - Lorenza Indovina - Almost Blue
  - Giovanna Mezzogiorno - L'ultimo bacio
  - Laura Morante - La stanza del figlio
  - Lucia Poli - Gostanza da Libbiano
- 2002: Valeria Golino - Respiro
  - Sonia Bergamasco - L'amore probabilmente
  - Carolina Felline - Biuti Quin Olivia
  - Licia Maglietta - Luna rossa
  - Stefania Rocca - Casomai
- 2003: Giovanna Mezzogiorno - La finestra di fronte e Ilaria Alpi - Il più crudele dei giorni
  - Ida Di Benedetto - Rosa Funzeca
  - Donatella Finocchiaro - Angela
  - Laura Morante - Ricordati di me e Un viaggio chiamato amore
  - Valentina Cervi e Violante Placido - L'anima gemella
- 2004: Jasmine Trinca, Adriana Asti, Sonia Bergamasco e Maya Sansa - La meglio gioventù
  - Adriana Asti e Franca Valeri - Tosca e le altre due
  - Valeria Golino - Prendimi e portami via
  - Violante Placido - Ora o mai più
  - Maya Sansa - Buongiorno, notte
- 2005: Laura Morante - L'amore è eterno finché dura
  - Nicoletta Braschi - Mi piace lavorare (Mobbing)
  - Margherita Buy - Il siero della vanità
  - Michela Cescon - Primo amore
  - Francesca Inaudi - Dopo mezzanotte
- 2006: Katia Ricciarelli - La seconda notte di nozze
  - Asia Argento - Ingannevole è il cuore più di ogni cosa (The Heart Is Deceitful Above All Things)
  - Margherita Buy - I giorni dell'abbandono
  - Valeria Golino - Texas
  - Giovanna Mezzogiorno - La bestia nel cuore
- 2007: Margherita Buy - Il caimano e Saturno contro
  - Laura Chiatti - L'amico di famiglia
  - Donatella Finocchiaro - Il regista di matrimoni
  - Valeria Golino - La guerra di Mario
  - Giovanna Mezzogiorno - Lezioni di volo
  - Laura Morante - Cuori (Coeurs)
- 2008: Margherita Buy - Giorni e nuvole
  - Cristiana Capotondi - Come tu mi vuoi
  - Carolina Crescentini - I demoni di San Pietroburgo e Cemento armato
  - Isabella Ragonese - Tutta la vita davanti
  - Alba Rohrwacher - Riprendimi
- 2009: Giovanna Mezzogiorno - Vincere
  - Isabella Ferrari - Un giorno perfetto
  - Donatella Finocchiaro - Galantuomini
  - Valeria Golino - Giulia non esce la sera
  - Alba Rohrwacher - Il papà di Giovanna

### Anni 2010-2019
- 2010: Micaela Ramazzotti e Stefania Sandrelli - La prima cosa bella
  - Margherita Buy - Lo spazio bianco e Matrimoni e altri disastri
  - Valeria Golino - L'uomo nero
  - Alba Rohrwacher - Cosa voglio di più
  - Valeria Solarino - Viola di mare
- 2011: Alba Rohrwacher - La solitudine dei numeri primi
  - Paola Cortellesi - Nessuno mi può giudicare e Maschi contro femmine
  - Angela Finocchiaro - La banda dei Babbi Natale e Benvenuti al Sud
  - Donatella Finocchiaro - Manuale d'amore 3 e Sorelle Mai
  - Isabella Ragonese - Il primo incarico
- 2012: Micaela Ramazzotti - Posti in piedi in paradiso e Il cuore grande delle ragazze
  - Carolina Crescentini - L'industriale
  - Donatella Finocchiaro - Terraferma
  - Claudia Gerini - Il mio domani e Com'è bello far l'amore
  - Valeria Golino - La kryptonite nella borsa
- 2013: Jasmine Trinca - Miele e Un giorno devi andare
  - Margherita Buy - Viaggio sola
  - Laura Chiatti - Il volto di un'altra
  - Laura Morante - Appartamento ad Atene
  - Kasia Smutniak - Benvenuto Presidente! e Tutti contro tutti
- 2014: Kasia Smutniak - Allacciate le cinture
  - Valeria Bruni Tedeschi - Il capitale umano
  - Celeste Casciaro - In grazia di Dio
  - Paola Cortellesi - Sotto una buona stella
  - Valeria Golino - Come il vento
- 2015: Margherita Buy - Mia madre
  - Ambra Angiolini - La scelta
  - Paola Cortellesi - Scusate se esisto!
  - Alba Rohrwacher - Hungry Hearts e Vergine giurata
  - Jasmine Trinca - Nessuno si salva da solo
- 2016: Valeria Bruni Tedeschi e Micaela Ramazzotti - La pazza gioia
  - Paola Cortellesi - Gli ultimi saranno ultimi
  - Sabrina Ferilli - Io e lei
  - Valeria Golino - Per amor vostro
  - Monica Guerritore - La bella gente
- 2017: Jasmine Trinca - Fortunata
  - Giovanna Mezzogiorno, Micaela Ramazzotti - La tenerezza
  - Isabella Ragonese - Sole cuore amore e Il padre d'Italia
  - Sara Serraiocco - Non è un paese per giovani e La ragazza del mondo
  - Greta Scarano - La verità sta in cielo e Smetto quando voglio - Masterclass
- 2018: Elena Sofia Ricci - Loro
  - Valeria Golino, Alba Rohrwacher - Figlia mia
  - Lucia Mascino - Amori che non sanno stare al mondo
  - Giovanna Mezzogiorno  - Napoli velata
  - Luisa Ranieri - Veleno
- 2019: Anna Foglietta - Un giorno all'improvviso
  - Marianna Fontana - Capri-Revolution
  - Micaela Ramazzotti - Una storia senza nome
  - Thony - Momenti di trascurabile felicità
  - Pina Turco - Il vizio della speranza

### Anni 2020-2029
- 2020: Jasmine Trinca – La dea fortuna
  - Giovanna Mezzogiorno – Tornare
  - Micaela Ramazzotti – Gli anni più belli
  - Lunetta Savino – Rosa
  - Lucia Sardo – Picciridda
- 2021[2][3]: Teresa Saponangelo - Il buco in testa
  - Valeria Bruni Tedeschi - Gli indifferenti
  - Valeria Golino - Fortuna e Lasciami andare
  - Alba Rohrwacher - Lacci
  - Daphne Scoccia - Palazzo di giustizia
- 2022: Teresa Saponangelo – È stata la mano di Dio
  - Claudia Gerini – Mancino naturale
  - Aurora Giovinazzo – Freaks Out
  - Miriam Leone – Diabolik
  - Benedetta Porcaroli – La scuola cattolica e L'ombra del giorno
  - Kasia Smutniak – 3/19
- 2023:  Barbara Ronchi - Rapito
  - Margherita Buy - Il sol dell'avvenire
  - Linda Caridi - L'ultima notte di Amore
  - Benedetta Porcaroli - Amanda
  - Jasmine Trinca - Profeti
- 2024:  Micaela Ramazzotti - Felicità
  - Simona Malato - Misericordia
  - Linda Caridi - L'ultima notte di Amore
  - Alba Rohrwacher - Mi fanno male i capelli
  - Isabella Ragonese - Come pecore in mezzo ai lupi
  - Federica Rosellini - Confidenza
- 2025:  Valeria Golino – Fuori (ex acqueo) Romana Maggiora Vergano – Il tempo che ci vuole
  - Marianna Fontana – Luce
  - Martina Scrinzi – Vermiglio
  - Federica Vincenti – Eterno visionario

## Attrici pluripremiate
| Numero di vittorie | Vincitrice           | Anni                         |
| ------------------ | -------------------- | ---------------------------- |
| 5                  | Margherita Buy       | 1991, 2001, 2007, 2008, 2015 |
| 5                  | Mariangela Melato    | 1972, 1973, 1977, 1979, 1981 |
| 4                  | Anna Magnani         | 1948, 1949, 1952, 1957       |
| 4                  | Jasmine Trinca       | 2004, 2013, 2017, 2020       |
| 4                  | Micaela Ramazzotti   | 2010, 2012, 2016, 2024       |
| 3                  | Valeria Golino       | 1987, 2002, 2025             |
| 3                  | Giovanna Mezzogiorno | 1999, 2003, 2009             |
| 2                  | Sophia Loren         | 1961, 1978                   |
| 2                  | Claudia Cardinale    | 1965, 1985                   |
| 2                  | Virna Lisi           | 1990, 1997                   |
| 2                  | Gina Lollobrigida    | 1953, 1963                   |
| 2                  | Lisa Gastoni         | 1967, 1975                   |
| 2                  | Silvana Mangano      | 1955, 1964                   |
| 2                  | Giulietta Masina     | 1958, 1986                   |
| 2                  | Ornella Muti         | 1988, 1989                   |
| 2                  | Francesca Neri       | 1992, 1998                   |
| 2                  | Teresa Saponangelo   | 2021, 2022                   |
| 2                  | Monica Vitti         | 1969, 1976                   |